# André Six
André Jules Henri Six (Lambersart, 15 luglio 1879 – Chelles, 1º aprile 1915) è stato un nuotatore francese.

## Carriera
Partecipò alle gare di nuoto della II Olimpiade di Parigi del 1900 e vinse una medaglia d'oro nel nuoto subacqueo, che si basava sia sulla distanza percorsa sott'acqua, sia sul numero di secondi in apnea.